# Penobscot (popolo)

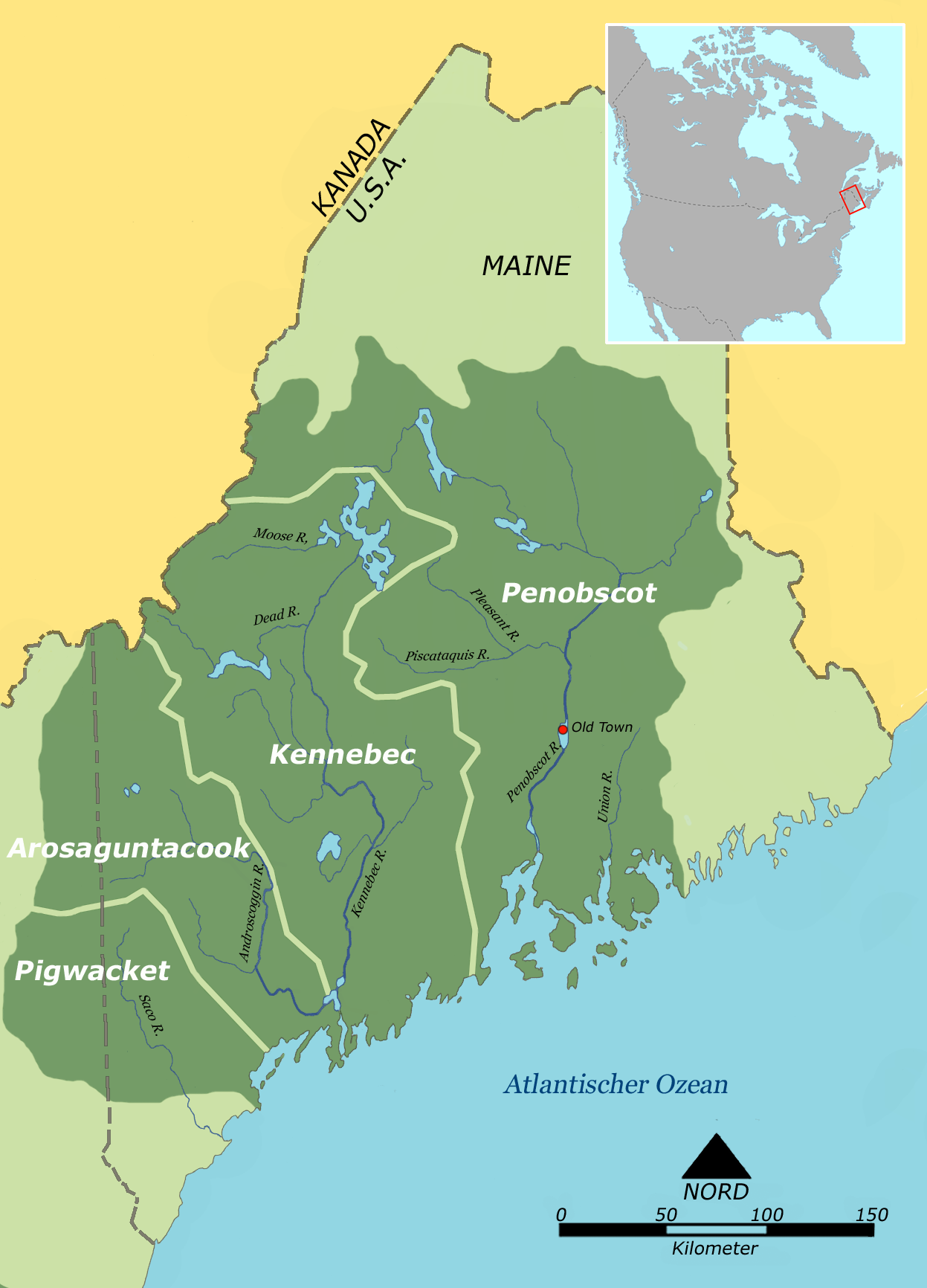
Territorio originario dei Penobscot e delle popolazioni limitrofe.

I Penobscot sono un gruppo di indiani nordamericani di lingua algonchina che viveva su entrambi i lati della baia di Penobscot e in tutto il bacino del fiume Penobscot in quello che è oggi lo stato del Maine (USA). Erano membri della confederazione Abenaki. I Penobscot vivevano di caccia, pesca e raccolta di vegetali selvatici, ed effettuavano spostamenti stagionali alla ricerca di cibo. In inverno piccoli gruppi familiari vivevano in campi di caccia all'interno di territori familiari separati, i diritti sui quali venivano ereditati per linea maschile; campi più grandi e villaggi venivano abitati durante l'estate. Il capo tribù non aveva molto potere; agiva generalmente come rappresentante tribale durante le cerimonie o nei rapporti con gli stranieri e talvolta giudicava le dispute.
Gli europei entrarono per la prima volta in contatto con i Penobscot agli inizi del XVI secolo; nel 1688 venne istituita presso di loro una missione francese. I Penobscot assistettero i francesi contro gli inglesi in tutte le guerre di frontiera del New England fino al 1749, quando fecero pace con gli inglesi. Di conseguenza, essi non vennero deportati in Canada assieme agli altri gruppi della confederazione Abenaki, e continuarono a occupare il loro vecchio territorio fino ad oggi. I Penobscot e i Passamaquoddy inviano un rappresentante senza diritto di voto al parlamento dello stato del Maine.
Le stime effettuate indicano che agli inizi del XXI secolo vi fossero circa 4000 discendenti dei Penobscot.